# Call of Duty: Black Ops III
Call of Duty: Black Ops III é um jogo eletrônico de tiro em primeira pessoa produzido pela Treyarch e lançado no dia 6 de novembro de 2015 pela Activision para Microsoft Windows, PlayStation 4 e Xbox One.
É o décimo terceiro título Call of Duty, contudo, a campanha desse jogo não é uma continuação do arco "Black Ops", que se iniciou em Call of Duty: World at War (2008) e foi até Black Ops II. Uma versão limitada que apenas inclui os modos multiplayer foi produzida pelos estúdios Beenox e Mercenary Technology e lançada para PlayStation 3 e Xbox 360.
Em Abril de 2015, a Activision lançou a campanha #backinblack, revelando mais tarde em várias plataformas oficiais que um novo Black Ops estava em produção. Black Ops III foi então formalmente mostrado a 26 de abril. Call of Duty: Black Ops III é o segundo jogo da série depois de Call of Duty: Advanced Warfare que beneficiou de um ciclo de três anos de produção. Call of Duty: Black Ops III tem lugar num futuro distópico em 2065, 40 anos depois de Black Ops II, "atirando os jogadores para um futuro negro e distorcido em que uma nova raça de soldados Black Ops emerge".
Call of Duty: Black Ops III foi bem recebido pelos críticos da especialidade. No site de pontuações agregadas Metacritic, as versões Microsoft Windows, PlayStation 4 e Xbox One tiveram 78/100, 81/100 e 83/100, respectivamente, o que indica "análises geralmente favoráveis". Um sucesso comercial, arrecadou $550 milhões em apenas três dias, tornando-se no maior lançamento do ano na indústria do entretenimento.

## Jogabilidade
Tal como os antecedentes, Call of Duty: Black Ops III é um jogo eletrônico do gênero tiro em primeira pessoa. Está dividido em três modos de jogo: Campanha (modo história), Multijogador e o modo Zumbi:
A Campanha suporta quatro jogadores em modo cooperativo e uma arena de jogo mais aberta permitindo ter várias possibilidades de terminar um nível. Também tem o seu próprio sistema de progressão, que permite desbloquear os seus próprios itens, usados depois para comprar armas e equipamentos ao longo da campanha. O jogo também tem um modo de dificuldade "realista" - o jogador morre quando é atingido por uma bala. Pela primeira vez na série é dada a opção de escolha entre uma personagem feminina ou masculina para controlar durante a campanha.
O Multijogador introduz um novo sistema de movimentos com jactos - permite ao jogador correr nas paredes, deslizar e dar saltos no ar - ao mesmo tempo que tem controla da arma. Também é introduzido um novo sistema de classes, os 'Especialistas" - 9 soldados diferentes com as suas próprias armas e estilos, e um novo armeiro que permite combinar e personalizar várias armas. A nova Loja de Pinturas permite ao jogador pintar as suas próprias armas.
O modo Zombies tem uma narrativa totalmente separada da campanha principal, tem o seu próprio progresso de XP e a sua própria campanha e modo multijogador. Shadows of Evil foi revelado como o novo mapa para o modo Zombies. O mapa tem como ambiente a cidade fictícia de Morg City e tem quatro personagens novos: Nero, Jessica, Vincent e Campbell.

## Sinopse

### Campanha
Call of Duty: Black Ops III tem lugar em 2065 num ambiente distópico, quarenta anos depois de Black Ops II. A ciência e a tecnologia mudou radicalmente tanto a paisagem assim como a espécie humana, com protestos violentos da sociedade contra mais avanços descritos pelos cientistas como "progresso". A tecnologia militar chegou a um ponto em que a robótica tem um papel fulcral no combate, e tem havido desenvolvimento de supersoldados para lutar no campo de batalha. Os humanos são considerados mais máquinas do que carne e sangue. Como resultado, existe uma crescente especulação sobre o domínio dos robots. Tal como os anteriores Black Ops, o jogo segue a história de uma equipa de soldados de operação especiais, com capacidades de supersoldados. As versões PlayStation 3 e Xbox 360 não têm o modo campanha.
A campanha conta com Christopher Meloni como John Taylor, Katee Sackhoff como Sarah Hall, Sean Douglas como Jacob Hendricks, Rachel Kimsey como Rachel Kane e Tony Amendola como Dr. Yousef Salim. Em adição, Ben Browder e Abby Brammell dão as vozes masculina e feminina ao personagem do jogador, enquanto que Marshawn Lynch dos Seattle Seahawks aparece brevemente como um vilão.

### Zombies
A história segue a partir de onde foi deixado mapa Origins do quarto pacote de DLC de Call of Duty: Black Ops II. O primeiro mapa Shadows of Evil nos introduz um novo grupo de personagens: Nero (Jeff Goldblum), Jessica (Heather Graham), Jack Vincent (Neal McDonough) e Floyd Campbell (Ron Perlman), que vivem na cidade fictícia de Morg City. Treyarch descreve-os como "indivíduos problemáticos" com um "longo e sórdido histórico de malfeitorias". Os personagens são lançados para uma versão retorcida da cidade, lotada de zumbis, guiados por uma figura misteriosa, Shadow Man (Robert Picardo). Ao fim é nos introduzido os multiversos, pelos quais Edward Richtofen (Nolan North) viajou nos últimos anos em busca de um poderoso artefato, que estava sob posse de Shadow Man, que pode salvar a humanidade.
O segundo mapa, The Giant, foca-se nos personagens de Origins: Tank Dempsey (Steven Blum), Nikolai Belinski (Fred Tatasciore), Takeo Masaki (Tom Kane) e Edward Richtofen (Nolan North). Richtofen, em posse do artefato obtido em Shadows of Evil mata seu eu maligno do universo original, visto em Call of Duty: Black Ops.
Der Eisendrache é o terceiro mapa da aventura de Zumbis em Call of Duty: Black Ops III e levará os jogadores em uma jornada épica com os personagens de Originais: Richtofen, Nikolai, Takeo e Dempsey. Ambientado em um sinistro castelo medieval construído sobre um antigo palco de horrores indescritíveis, um enorme depósito do elemento 115 foi recentemente descoberto, possibilitando novas e criativas mecânicas de jogo, além de – como manda a tradição de Zumbis – empolgantes reviravoltas e surpresas na história que os fãs terão a oportunidade de descobrir por si mesmos.
Em Zetsubou no Shima, os personagens de Origins encontram-se em uma ilha pacífica remota continuando sua missão para parar o apocalipse zumbi. Lidarão com os efeitos do elemento 115 sobre a biologia humana, das plantas e dos animais que criaram horrores além de nossa imaginação.
Nossos heróis são lançados em uma Stalingrado alternativa em Gorod Krovi, devastada pela guerra,onde o elemento 115 causou caos sobre um campo de batalha repleto de vestigios de uma luta entre soldados mecanizados e dragões controlados pelo grupo 935.
Os personagens de Origins embarcaram em uma jornada pelo tempo e espaço com muito esforço, culminando nesse momento. Em Revelations, o capítulo final da experiência Zumbi em Black Ops III, Richtofen, Dempsey, Takeo e Nikolai finalmente ficam cara a cara com o misterioso Dr. Monty na casa. Confrontados por um antigo mal, nossos heróis precisam enfrentar a horda de Zumbis mais uma vez na batalha final para salvar suas almas imortais...

## Desenvolvimento
A 9 de Abril de 2015 a Activision lançou a campanha #backinblack, confirmando mais tarde em vários sites oficiais que um novo Black Ops seria lançado em 2015. O jogo foi formalmente revelado a 26 de Abril de 2015 e confirmado para lançar a 6 de Novembro de 2015 para várias plataformas.
Call of Duty: Black Ops III é o segundo jogo (depois de Call of Duty: Advanced Warfare) que beneficia do ciclo de três anos de produção da Activision. Este ciclo permite a que cada um dos produtores da série Call of Duty (Infinity Ward, Treyarch e Sledgehammer Games) tenha três anos para produzir um jogo, em oposição aos anteriores dois que eram permitidos. Black Ops III usa uma versão muito modificada do motor IW Engine.
A 9 de Junho de 2015, foi confirmado que a Beenox e a Mercenary Technology estão a produzir as versões para PlayStation 3 e Xbox 360. Estas versões não têm algumas das características incluídas nas restantes plataformas, como por exemplo, não existe o modo campanha na antiga geração, além de ter somente um pacote de DLC . Marshawn Lynch, da equipa Seattle Seahawks, fará uma breve aparição no jogo como vilão. Mark Lamia da Treyarch, explicou que para um dos personagens, o estúdio precisava de "uma figura imponente", e percebeu que Lynch tem sido um fã muito ávido de Call of Duty através dos seus tempos de estudante e na carreira na NFL.
A 15 de Junho de 2015, foi anunciada uma parceria exclusiva entre a Sony Computer Entertainment e a Activision. Como tal, todos os pacotes de mapas dos futuros jogos Call of Duty (começando com Black Ops III), serão lançados primeiro nas plataformas PlayStation, acabando com uma parceria similar que a Microsoft tinha desde o lançamento de Call of Duty 4: Modern Warfare em 2007.
A beta durou seis dias em todas as plataformas e foi lançada PlayStation 4 a 18 de Agosto de 2015, e para Xbox One e Microsoft Windows a 26 de Agosto de 2015.

### Música
A música de Call of Duty: Black Ops III foi composta por Jack Wall, que já tinha trabalhado em Call of Duty: Black Ops II. Wall compôs a sua versão do futuro (o ambiente do jogo), com trabalho electrónico que ele chamou de “severo”, conjurando sons que o jogador nunca tinha ouvido. “Temos Judd Miller que toca no EVI, um instrumento electrónico de válvulas que toca todos aqueles instrumentos. Ali ele pode dobrar as notas, algo que não se pode fazer com instrumentos reais — tipo instrumentos de sopro, mas com sons de outro mundo. Estou a tentar injectar som que nunca ninguém ouviu”, referiu Wall.
Adicionalmente, a banda Avenged Sevenfold criou uma canção instrumental, "Jade Helm", para incluir nalgumas partes do multijogador e no leitor de música que se pode ouvir durante o modo campanha.

## Lançamento
Call of Duty: Black Ops III foi lançado a 6 de Novembro de 2015 para Microsoft Windows, PlayStation 3, PlayStation 4, Xbox 360 e Xbox One. Como anunciado por Mark Lamia, chefe do estúdio Treyarch, os jogadores que pré-reservarem Call of Duty: Black Ops III tiveram acesso à versão multiplayer beta e alguns itens digitais para usar no jogo. Adicionalmente os usuários da PlayStation 4 recebem um tema Call of Duty: Black Ops III.

### Edições especiais

Conteúdo da Juggernog Edition.

Em Julho de 2015 foram reveladas as edições especiais para Call of Duty: Black Ops III: a Hardened Edition e a Juggernog Edition. Foi anunciado ainda o mapa bónus The Giant, que é um novo desenho do mapa Der Riese de Call of Duty: World at War, com os meus personagens originais: Dempsey, Nikolai, Takeo e Richtofen. A Hardened Edition inclui a banda sonora oficial, cartas com arte conceptual, o mapa The Giant, uma capa exclusiva "Steelbook" e e vários outros conteúdos digitais para usar no jogo. A Juggernog Edition tem todos os conteúdos da edição anterior e inclui ainda um mini-frigorífico, bases para copos "Perk-a-Cola" e a Season Pass que dá acesso a quatro pacotes adicionais. Em adição, existe ainda a ‘Digital Deluxe Edition’ que inclui a Season Pass, o mapa The Giant e outros conteúdos digitais.

### Banda desenhada
Uma banda desenhada de nome Call of Duty: Black Ops III foi anunciada a 1 de Julho de 2015. A história serve como prequela ao jogo, e tem lançamento mundial a 4 de Novembro de 2015 pela Dark Horse Comics. Está a ser escrit opor Larry Hama, enquanto que Marcelo Ferreira serve como artista.

### E-Sports
Activision anunciou a criação de uma nova liga de eSports para Call of Duty que trará mais de U$ 3 milhões em prêmios e ainda permitir que amadores possam tentar chegar ao campeonato principal. Em comunicado a imprensa, a produtora explicou que participantes irão jogar em duas divisões, uma profissional e outra chamada “Challenge Division”, que irá levar os vencedores para o evento principal, a Call of Duty Championship.

## Recepção

### Análises profissionais
Call of Duty: Black Ops III foi bem recebido pelos críticos da especialidade. No site de pontuações agregadas Metacritic, as versões Microsoft Windows, PlayStation 4 e Xbox One tiveram 78/100, 81/100 e 83/100, respectivamente, o que indica "análises geralmente favoráveis".

### Vendas
A 11 de Novembro de 2015, a Activision Blizzard anunciou que Call of Duty: Black Ops III tinha arrecadado $550 milhões em apenas três dias, tornando-se no maior lançamento de 2015 no que ao entretenimento diz respeito. O jogo dobrou as vendas digitais de Advance Warfare, enquanto ultrapassou os resultados de retalho de Advance Warfare e Ghosts.